# Hjulstabron
Hjulstabron är en svängbro på Riksväg 55 i Enköpings kommun på sträckan mellan Enköping och Strängnäs. Den går över Hjulstafjärden, en del av Mälaren. Bron förbinder Märsön och Upplands fastland. Trafikmätning 2012 visade att 5 060 motorfordon per dygn passerade över bron.
Bron öppnades för fordonstrafik 1953. Den är cirka 520 m lång med en 540 m vägbank lagd på sjöbottnen och hastighetsbegränsningen på hela sträckan är satt till 50 km/h. Hjulstabron är Sveriges största svängbro med ett svängspann på 87 meter. 

## Historik
Bron invigdes av prins Bertil den 2 december 1953. Uppförandet av bron gjordes av Väg- och vattenbyggnadsstyrelsen med Christiani & Nielsen, Landsverk och Nya Asfalt AB som underentreprenörer. Kostnaden för brobygget blev 7,6 miljoner kronor. Bron ersatte en färja över Mälaren på samma plats, som kunde transportera upp till 900 fordon per dygn över Hjulstafjärden.

## Ny planerad bro
Arbete pågår för att större fartyg ska kunna trafikera Mälaren och den befintliga Hjulstabron är en flaskhals. Den har också av åldersskäl stora underhållsbehov. Därför planerar Trafikverket att bygga en ny bro. I juni 2022 meddelade regeringen att en ny Hjulstabro är med i den nya nationella planen för transportinfrastruktur 2022-2033. Staten skjuter till 400 miljoner kronor till bygget av den nya bron.

## Händelser omkring bron

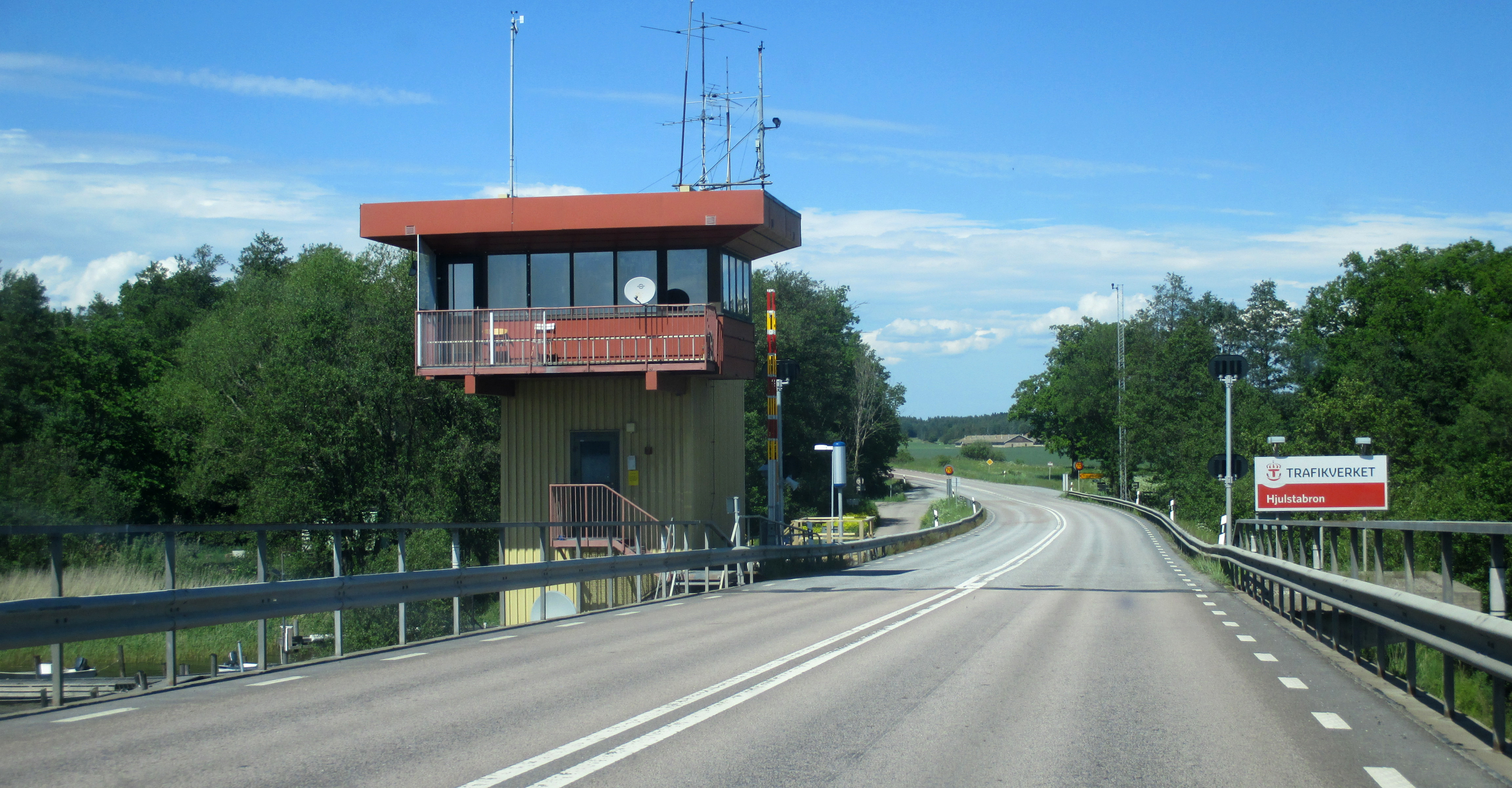
Hjulstabron, norra brofästet, 2015.

Hjulstabron påseglades av ett lastfartyg 1965. 80 meter av bron norr om svängspannet rasade i vattnet och bron blev obrukbar en tid. En temporär militärbro kom snabbt på plats varefter den ursprungliga bron byggdes upp igen.
Hjulstabron var med i filmatiseringen av Stieg Larssons Män som hatar kvinnor.
Natten till den 12 mars 2013 förföljde en polisbil en bil med två personer i som hade smitit från betalning på en bemannad mack i Uppsala. Färden gick mot Hjulstabron som på order av polisen hade öppnats för att stoppa bilen men föraren körde igenom de nedfällda bommarna, över brokanten och sedan ner i sjön där den sjönk till botten. Innan bilen hamnade i vattnet slog den i brofundamentet med taket så att hela kupén trycktes ihop. De två personerna klämdes fast och drunknade.
Polisen som beordrade att bron skulle öppnas dömdes 2014 för tjänstefel till 50 dagsböter av Uppsala tingsrätt. Svea hovrätt fastställde senare samma år tingsrättens dom.